# Серианни, Лука
Лука Серианни (итал. Luca Serianni, 30 октября 1947, Рим — 21 июля 2022, Рим) — итальянский лингвист, филолог и академик.

## Биография

### Академическая карьера
Ученик Арриго Кастеллани, он получил высшее образование в области литературы в 1970 году. Профессор итальянского языкознания (научно-дисциплинарный сектор L-FIL-LET/12) Римского университета «Ла Сапиенца», проводил исследования по различным периодам и аспектам истории итальянского языка, начиная с средних веков и т.д.
Он был автором успешной грамматики. Вместе с Маурицио Трифоне, начиная с 2004 года, он курировал Девото-Оли. Словарь итальянского языка, они работали в соавторстве, начиная с издания 2017 года. Вместе с Пьетро Трифоне он редактировал «Историю итальянского языка» в трёх томах.
Член Accademia della Crusca, Национальной академии деи Линчеи и Casa di Dante в Риме, 11 декабря 2010 года он был почти единогласно назначен вице-президентом Общества Данте Алигьери. Он также был членом Академии Аркадии: членом-корреспондентом с 1991 года, а затем рядовым с 2001 года (с аркадским именем Вирбиндо Клименио), в последние годы занимал должность советника Коллегии Савио.
В 2002 году он был удостоен почётной степени в области медицины Университета Вальядолида.
Он был директором журналов «Итальянские лингвистические исследования» («Studi linguistici italiani») и «Итальянские лексикографические исследования» («Studi di lessicografia italiana»).
На пенсии с 2017 года, 14 июня того же года на факультете литературы Сапиенца он провёл свой последний урок под названием «Преподавание итальянского языка в университете и в школе».
В 2018 году он был избран президентом фонда «I Lincei per la Scuola».

### Смерть
18 июля 2022 года его сбила машина в Остии, недалеко от его дома, когда он переходил пешеходный переход; госпитализирован в необратимой коме в больнице Сан-Камилло в Риме, умер через три дня.
Церемония прощания была устроена в главном зале факультета литературы Сапиенца 25 июля, а похороны состоялись на следующий день в церкви Санта-Мария-Регина-Пацис в Остии.
Затем тело было перевезено в Асколи-Пичено и захоронено в семейной часовне.

## Работы
- Scipione Bargagli[итал.], Il Turamino, a cura di Luca Serianni, Roma, Salerno Editrice, 1976
- Testi pratesi della fine del Dugento e dei primi del Trecento, a cura di Luca Serianni, Firenze, Accademia della Crusca, 1977
- Norma dei puristi e lingua d'uso nell'Ottocento nella testimonianza del lessicografo romano Tommaso Azzocchi, Firenze, Accademia della Crusca, 1981
- Grammatica italiana. Italiano comune e lingua letteraria. Suoni, forme, costrutti, con la collaborazione di Alberto Castelvecchi, Torino, UTET, 1988; II ed., 2006.
- Storia della lingua italiana. Il primo Ottocento, Il Mulino, Bologna, 1989
- Saggi di Storia linguistica italiana, Napoli, Morano, 1989
- Storia della lingua italiana. Il secondo Ottocento. Dall'Unità alla Prima Guerra Mondiale, Bologna, Il Mulino, 1990, ISBN 978-88-15-02793-1.
- Storia della lingua italiana, a cura di Luca Serianni e Pietro Trifone, 3 voll., Torino, Einaudi, 1993-94
- Italiano. Grammatica, sintassi, dubbi[итал.][24], con Alberto Castelvecchi. Glossario di Giuseppe Patota[итал.], Milano, Collezione Le Garzantine[итал.], Milano, Garzanti, 1997-2012.
- Lezioni di grammatica storica italiana, Roma, Bulzoni, 1998
- Introduzione alla lingua poetica italiana, Roma, Carocci, 2001
- Viaggiatori, musicisti, poeti. Saggi di storia della lingua italiana, Collana Saggi, Milano, Garzanti, 2002, ISBN 978-88-11-59735-3.
- Italiani scritti[итал.], Bologna, Il Mulino, 2003 (2007²), III ed., 2012.
- Un treno di sintomi. I medici e le parole: percorsi linguistici nel passato e nel presente, Collana Saggi, Garzanti, Milano, 2005, ISBN 978-88-11-59710-0.
- L. Serianni-Giuseppe Antonelli. Italiano: istruzioni per l'uso. Storia e attualità della lingua italiana / Bruno Mondadori. — Milano : Collana Campus, 2006. — ISBN 978-88-424-9970-1.
- Prima lezione di grammatica, Collana Universale.Prime lezioni, Roma-Bari, Laterza, 2006.
- La lingua poetica italiana. Grammatica e testi / Carocci. — Roma : Collana Aulamagna, 2009-2018. — ISBN 978-88-430-9132-4.
- L. Serianni-Giuseppe Benedetti, Scritti sui banchi. L'italiano a scuola tra alunni e insegnanti, Roma, Carocci, 2009-2015.
- L'ora d'italiano, Scuola e materie umanistiche, Collana Il nocciolo, Roma-Bari, Laterza, 2010, ISBN 978-88-420-9382-4.
- (curatore), Storia della lingua italiana per immagini, Edimond, 2010-2011.
- L. Serianni-Giuseppe Antonelli. Manuale di linguistica italiana. Storia, attualità, grammatica / Pearson. — 2017. — ISBN 978-88-919-0332-7.
- Italiano in prosa, Franco Cesati Editore, 2012, ISBN 978-88-7667-420-4.
- Leggere, scrivere, argomentare. Prove ragionate di scrittura, Collana I Robinson.Letture, Roma-Bari, Laterza, 2013, ISBN 978-88-581-0663-1.
- Storia dell'italiano nell'Ottocento, Collana Manuali, Bologna, Il Mulino, 2013, ISBN 978-88-15-24580-9.
- Prima lezione di storia della lingua italiana, Collana Universale, Roma-Bari, Laterza, 2015, ISBN 978-88-581-1737-8.
- Parola / Il Mulino. — Bologna : Collana Upm, 2016. — ISBN 978-88-15-26360-5.
- L. Serianni-Lucilla Pizzoli. Storia illustrata della lingua italiana / Carocci. — Roma : Collana Le sfere, 2017. — ISBN 978-88-430-8935-2.
- Per l'italiano di ieri e oggi / Il Mulino. — Bologna : Collezione di Testi e di Studi, 2018. — ISBN 978-88-15-27432-8.
- L'italiano. Parlare, scrivere, digitare. Con un saggio di Giuseppe Antonelli / Ist. Enciclopedia Italiana. — Roma : Collana Voci, 2019. — ISBN 978-88-12-00751-6.
- Il sentimento della lingua. Conversazione con Giuseppe Antonelli / Il Mulino. — Bologna : Collana Intersezioni, 2019. — ISBN 978-88-15-28514-0.
- Il verso giusto. 100 poesie italiane / Laterza. — Roma-Bari : Collana I Robinson. Letture, 2020. — ISBN 978-88-581-4239-4.
- Le mille lingue di Roma / Castelvecchi. — Roma : Collana Grande come una città, 2021. — ISBN 978-88-329-0298-3.
- Parola di Dante / Il Mulino. — Bologna : Collana Intersezioni, 2021. — ISBN 978-88-152-9314-5.